# Зграда у Ул. Карађорђевој 118-120, Ваљево
Зграда у Ул. Карађорђевој 118-120 у Ваљеву подигнута је 1906. године и представља непокретно културно добро као споменик културе. Зграда је део некадашњег великог павиљонског комплекса Артиљеријске касарне у коме је током Првог светског рата била смештена Друга резервна војна болница и једна од зграда Ваљевске болнице 1914—1915. Данас је у згради смештена Средња медицинска школа.
Зграда је подигнута по пројекту архитекте Данила Владисављевића, као приземна грађевина подуже основе, у духу јавних грађевина са специфичном наменом. Улична фасада је обрађена у духу класицизма, са декоративном пластиком примењеном око прозора и пиластрима између. На правилном растојању постављени су, на правилном растојању четири ризалита,од којих два носе портале са степеништем, а друга два само удвојене прозорске отворе.